# Namco-Bulgaria
Namco-Bulgaria JSC war ein bulgarischer Hersteller von Automobilen.

## Unternehmensgeschichte
Das Unternehmen wurde 1993 von Namco Motors in Dupniza gegründet. 1994 begann die Produktion von Automobilen. Der Markenname lautete Namco. Laut zweier Quellen endete 1994 die Produktion. Eine andere Quelle von 1995 nennt die laufende Produktion und Expansionspläne. Laut einer vierten Quelle war Krasimir Mihalkov bis Dezember 1996 Leiter der Abteilung Lager.

## Fahrzeuge
Im Angebot stand das Modell Namco Pony Super, eine Weiterentwicklung des Namco Pony. Die einzige Karosserievariante aus Bulgarien war ein Kleinlieferwagen. Für den Antrieb sorgte ein Vierzylindermotor von Ford mit 75 PS Leistung.